# 2021-es magyar amerikaifutball-bajnokság
A 2021-es magyar amerikaifutball-bajnokság a tizenhetedik férfi amerikaifutball-bajnokság, melyet a Magyar Amerikai Futball Szövetség írt ki három osztályban. A legmagasabb osztály a Hungarian Football League (HFL), mely 2021 májusában vette kezdetét.

## HFL
A kiemelt bajnokság (Maker's Mark HFL) a 2020-as szezonban a Covid19-járvány miatt elmaradt. A 2021-es szezonra a járványhelyzet nyomán végül a 2019-es öt hazai csapat körül négyen neveztek: a Budapest Cowbells, a Budapest Wolves, a Fehérvár Enthroners és a Győr Sharks. A szezon a járványhelyzet miatt a szokásosnál később, május 2-án rajtolt. A bajnokság alapszakasza 3 fordulóból állt, ami után az utolsó csapat kiesett. A versenykiírás szerint a maradék 3 csapat ezután újabb 3 fordulót játszott volna, ám miután két mérkőzés után eldőlt, hogy melyik két legjobb együttes jutott a 2021. július 7-én megrendezendő döntőbe, az utolsó mérkőzést nem tartották meg. A Hungarian Bowl első alkalommal kerül vidéken megrendezésre, a székesfehérvári First Field-en.
A bajnokság mérkőzései televízióban nem kerültek közvetítésre, de minden mérkőzést többkamerás YouTube-streamen adott a szövetség HFL TV nevű csatornája.

### HFL alapszakasz 1. kör
| # | Csapat              | M | Gy | V | P35+ | P35– | %    | Megjegyzés |
| - | ------------------- | - | -- | - | ---- | ---- | ---- | ---------- |
| 1 | Fehérvár Enthroners | 3 | 3  | 0 | 81   | 14   | 1,00 | 2. kör     |
| 2 | Győr Sharks         | 3 | 2  | 1 | 90   | 77   | 0,67 | 2. kör     |
| 3 | Budapest Wolves     | 3 | 1  | 2 | 58   | 74   | 0,33 | 2. kör     |
| 4 | Budapest Cowbells   | 3 | 0  | 3 | 27   | 91   | 0,00 |            |

### HFL alapszakasz 2. kör
| # | Csapat              | M | Gy | V | P35+ | P35– | %    | Megjegyzés |
| - | ------------------- | - | -- | - | ---- | ---- | ---- | ---------- |
| 1 | Fehérvár Enthroners | 3 | 3  | 0 | 89   | 21   | 1,00 | Döntő      |
| 2 | Budapest Wolves     | 3 | 1  | 2 | 53   | 68   | 0,33 | Döntő      |
| 3 | Győr Sharks         | 4 | 1  | 3 | 63   | 116  | 0,25 |            |

### XV. Hungarian Bowl
Fehérvár Enthroners – Budapest Wolves 7-18 (0-0, 7-6, 0-0, 0-12)

## Divízió I
A másodosztályú bajnokság (TD Store Divízió I.) – a három bajnokság közül egyedüliként eredeti időpontban – 2021. április 3-án rajtolt. A bajnokság során 8 csapat indult:
- a 2019-as Divízió I-ből a Budapest Cowbells 2, a Budapest Titans, a Dabas Sparks, az Eger Heroes, a DEAC Gladiators és a Szombathely Crushers
- a Miskolc AFT (a Miskolc Steelers és a Miskolc Renegades közös csapata)
- a 2020-as Divízió II győztese, a VSD Rangers

A 8 csapatot két csoportba osztották, a nyugati csoportba a Cowbells 2, a Titans, a Crushers és a Rangers, a keleti csoportba a Miskolc, a Gladiators, a Sparks és a Heroes került. Az alapszakaszban 5 fordulót rendeztek (3 mérkőzés csoporton belül, és 2 kívül). Az első hónapban a mérkőzések zárt kapuk között kerültek megrendezésre.

### Alapszakasz

#### Keleti csoport
| # | Csapat          | M | Gy | V | P35+ | P35– | %    | Megjegyzés         |
| - | --------------- | - | -- | - | ---- | ---- | ---- | ------------------ |
| 1 | Miskolc AFT     | 5 | 5  | 0 | 209  | 41   | 1,00 | Rájátszásba jutott |
| 2 | DEAC Gladiators | 5 | 4  | 1 | 116  | 101  | 0,80 | Rájátszásba jutott |
| 3 | Dabas Sparks    | 5 | 2  | 3 | 76   | 91   | 0,40 |                    |
| 4 | Eger Heroes     | 5 | 0  | 5 | 84   | 197  | 0,00 |                    |

#### Nyugati csoport
| # | Csapat              | M | Gy | V | P35+ | P35– | %    | Megjegyzés         |
| - | ------------------- | - | -- | - | ---- | ---- | ---- | ------------------ |
| 1 | Budapest Cowbells 2 | 5 | 3  | 2 | 104  | 125  | 0,60 | Rájátszásba jutott |
| 2 | Budapest Titans     | 5 | 3  | 2 | 113  | 93   | 0,60 | Rájátszásba jutott |
| 3 | NBA Crushers        | 5 | 3  | 2 | 123  | 66   | 0,60 |                    |
| 4 | VSD Rangers         | 5 | 0  | 5 | 38   | 149  | 0,00 |                    |

### Rájátszás
|  | Elődöntők                   | Elődöntők           | Elődöntők   |    |     | XV. Pannon Bowl      | XV. Pannon Bowl | XV. Pannon Bowl |
|  |                             |                     |             |    |     |                      |                 |                 |
|  | 2021.07.03., Tichy Lajos S. |                     |             |    |     |                      |                 |                 |
|  | NY1                         | Budapest Cowbells 2 | 40          |    |     |                      |                 |                 |
|  | K2                          | DEAC Gladiators     | 28          |    |     |                      |                 |                 |
|  |                             |                     |             |    |     |                      |                 |                 |
|  |                             |                     |             |    |     | 2021.07.17., Miskolc |                 |                 |
|  |                             |                     |             |    | NY2 | Budapest Cowbells 2  | 22              |                 |
|  |                             | K1                  | Miskolc AFT | 43 |     |                      |                 |                 |
|  |                             |                     |             |    |     |                      |                 |                 |
|  |                             |                     |             |    |     |                      |                 |                 |
|  |                             |                     |             |    |     |                      |                 |                 |
|  | 2021.07.04., Miskolc        |                     |             |    |     |                      |                 |                 |
|  | K1                          | Miskolc AFT         | 42          |    |     |                      |                 |                 |
|  | NY2                         | Budapest Titans     | 2           |    |     |                      |                 |                 |

## Divízió II
A harmadosztályú bajnokság (Redda Futár Divízió II.) eredetileg április 4-én indult volna, de a HFL-hez hasonlóan később, 2021. május 1-jén rajtolt, a Rebels Oldboys visszalépését követően 9 indulóval. A nyugati csoportba a Budapest Wolves 2, a Pécs Legioners, a Fehérvár Enthroners 2, a Diósd Saints, a Tatabánya Mustangs és a Kaposvár-Taszár Hornets, a keleti csoportba a Levelek Spartans, az Újpest Bulldogs, a CFS Guardians, a Dunaújváros Gorillaz és a Wolverines nevezett. Mindkét csoportban teljes egyfordulós alapszakaszt rendeztek, és az első két csapat jutott az elődöntőkbe. Június 6-án a Kaposvár-Taszár Hornets visszalépett.

### Alapszakasz

#### Keleti csoport
| # | Csapat               | M | Gy | V | P35+ | P35– | %    | Megjegyzés         |
| - | -------------------- | - | -- | - | ---- | ---- | ---- | ------------------ |
| 1 | CFS Guardians        | 5 | 5  | 0 | 183  | 48   | 1,00 | Rájátszásba jutott |
| 2 | Újpest Bulldogs      | 5 | 4  | 1 | 169  | 64   | 0,80 | Rájátszásba jutott |
| 3 | Levelek Spartans     | 5 | 3  | 2 | 134  | 132  | 0,60 |                    |
| 4 | Dunaújváros Gorillaz | 5 | 2  | 3 | 90   | 112  | 0,40 |                    |
| 5 | Wolverines           | 5 | 1  | 4 | 27   | 147  | 0,20 |                    |
| 6 | Rebels Oldboys       | 5 | 0  | 5 | 0    | 100  | 0,00 | visszalépett       |

#### Nyugati csoport
| # | Csapat                  | M | Gy | V | P35+ | P35– | %    | Megjegyzés         |
| - | ----------------------- | - | -- | - | ---- | ---- | ---- | ------------------ |
| 1 | Budapest Wolves 2       | 5 | 5  | 0 | 147  | 66   | 1,00 | Rájátszásba jutott |
| 2 | Tatabánya Mustangs      | 5 | 4  | 1 | 135  | 50   | 0,80 | Rájátszásba jutott |
| 3 | Pécs Legioners          | 5 | 3  | 2 | 87   | 76   | 0,60 |                    |
| 4 | Diósd Saints            | 5 | 2  | 3 | 84   | 119  | 0,40 |                    |
| 5 | Fehérvár Enthroners 2   | 5 | 1  | 4 | 90   | 132  | 0,20 |                    |
| 6 | Kaposvár-Taszár Hornets | 5 | 0  | 5 | 0    | 100  | 0,00 | visszalépett       |

### Rájátszás
|  | Elődöntők  | Elődöntők          | Elődöntők          |    |     | XII. Duna Bowl    | XII. Duna Bowl | XII. Duna Bowl |
|  |            |                    |                    |    |     |                   |                |                |
|  | 2021.07.18 |                    |                    |    |     |                   |                |                |
|  | NY1        | Budapest Wolves 2  | 26                 |    |     |                   |                |                |
|  | K2         | Újpest Bulldogs    | 3                  |    |     |                   |                |                |
|  |            |                    |                    |    |     |                   |                |                |
|  |            |                    |                    |    |     | 2021.07.31        |                |                |
|  |            |                    |                    |    | NY1 | Budapest Wolves 2 | 34             |                |
|  |            | NY2                | Tatabánya Mustangs | 14 |     |                   |                |                |
|  |            |                    |                    |    |     |                   |                |                |
|  |            |                    |                    |    |     |                   |                |                |
|  |            |                    |                    |    |     |                   |                |                |
|  | 2021.07.18 |                    |                    |    |     |                   |                |                |
|  | K1         | CFS Guardians      | 19                 |    |     |                   |                |                |
|  | NY2        | Tatabánya Mustangs | 20                 |    |     |                   |                |                |